# Chiesa dello Spirito Santo (Palermo)
La chiesa dello Spirito Santo è una chiesa di stile razionalista di Palermo. Si trova nel quartiere dell'Olivuzza, in via Juvara.

## Storia

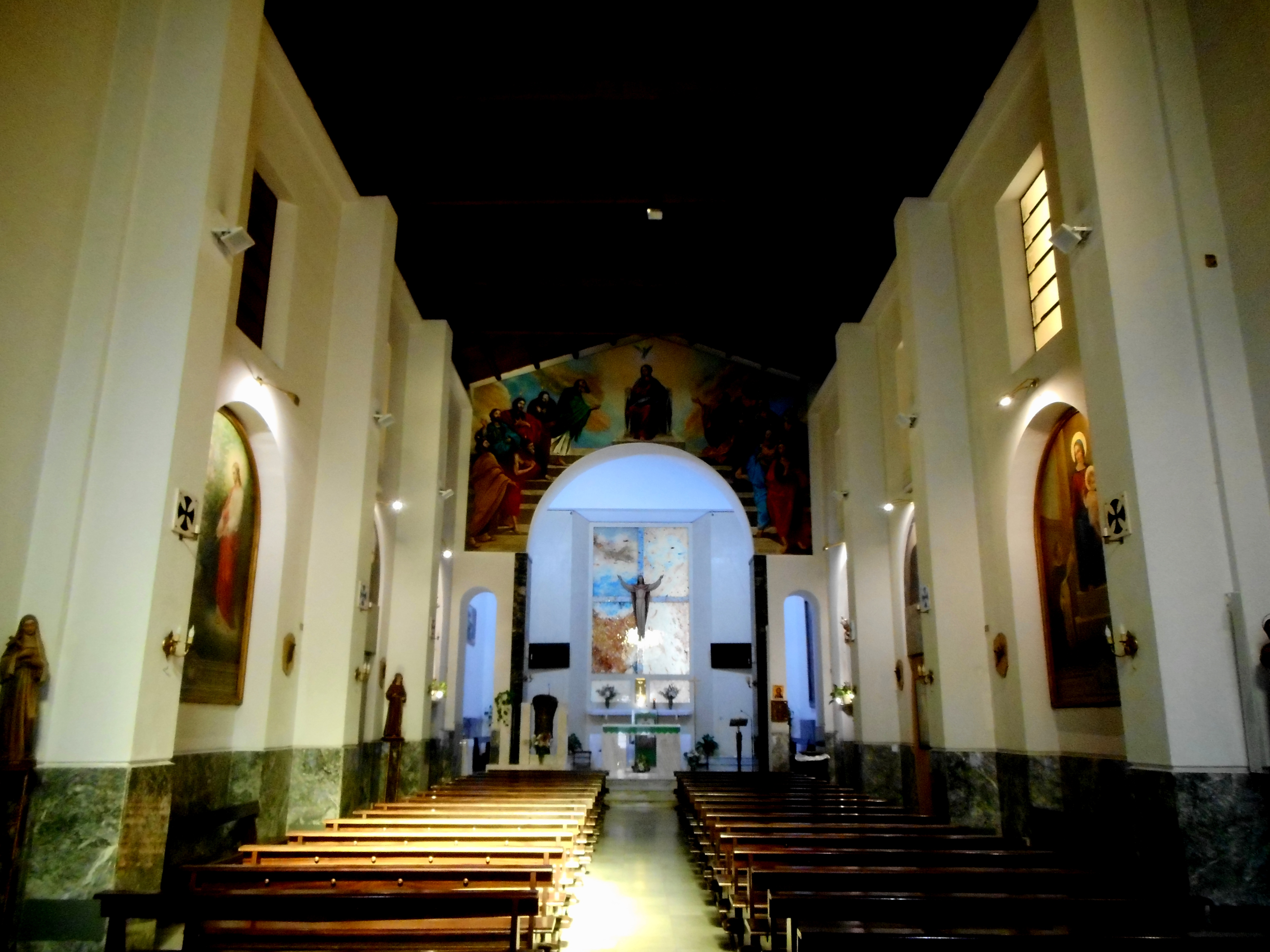
Interno

È espressione dell'architettura del Razionalismo italiano a Palermo tra le due guerre mondiali.
Il primo nucleo nasce ad opera di un privato, don Giuseppe Gatto, con il concorso dei fedeli. Eretta a parrocchia nel 1931 dall'arcivescovo di Palermo Luigi Lavitrano, fu ampliata, e restaurata dal 1935 al 1938 ad opera dell'architetto Salvatore Caronia Roberti e con il prospetto ad opera del figlio Giuseppe Caronia.
Le pareti interne dell'aula sono a pianta rettangolare.
Originale la facciata, in mattoncini di cotto rettangolare, con in marmo bianco la scritta Spiritui Sancto Dicatum (Dedicata allo Spirito Santo), ed in alto a destra A.D. 1938 XVI E.F. (Anno Domini 1938 XVI Era Fascista). All'interno due tele del 1939 di Umberto Valentino.
Uno dei primi parroci fu Mons.Pietro Partinico (Palermo 1883 - 1951) il quale dedicò buona parte della sua vita ad opere di carità .
Negli anni '50 ci furono alcuni interventi di restauro, sia interni che esterni.